# Dithryocaris
Dithryocaris is een geslacht van uitgestorven kreeftachtigen uit de klasse van de Malacostraca (hogere kreeftachtigen).

## Soorten
- Dithryocaris oceani Hall & Clarke, 1888 †
- Dithryocaris oculeus Racheboeuf, 1998 †
- Dithryocaris rolfei Schram & Horner, 1978 †
- Dithryocaris testudinea (Scouler, 1835) †